# Vienne-en-Arthies
Vienne-en-Arthies – miejscowość i gmina we Francji, w regionie Île-de-France, w departamencie Dolina Oise.
Według danych na rok 2010 gminę zamieszkiwało 417 osób, a gęstość zaludnienia wynosiła 111 osób/km².